# Jeremy Grantham
Jeremy Grantham (Ware, 6 ottobre 1938) è un manager britannico, cofondatore e chief investment strategist di Grantham Mayo van Otterloo (GMO), una società di gestione patrimoniale con sede a Boston.

## Biografia
Jeremy Grantham è nato il 6 ottobre 1938 a Doncaster nello Hertfordshire. Ha studiato economia presso l'Università di Sheffield e nel 1966 ho completato un MBA presso la Harvard University. Cofondatore di GMO, uno dei maggiori gestori di tali fondi in tutto il mondo, con più di 97 miliardi di dollari di asset in gestione al dicembre 2011, Grantham è particolarmente noto per aver previsto lo scoppio di varie bolle finanziarie.